# محمدآباد، قاضی‌پور
محمدآباد، قاضی‌پور (به انگلیسی: Mohammadabad) یک منطقهٔ مسکونی در هند است که در Ghazipur district واقع شده‌است.

## خصوصیات
محمدآباد ۱۹٬۷۶۵ نفر جمعیت دارد.